# Milyeringa veritas
Milyeringa veritas é uma espécie de peixe da família Eleotridae.
É endémica da Austrália.